# Coore
Coore (également connu sous le nom de Coor) (en irlandais : Cubhar) est un village de la paroisse de  Kilmurry Ibrickane, près de Mullagh et Milltown Malbay, dans le comté de Clare, en Irlande. Il est composé de deux communautés : Coore East et Coore West.
Coore West est divisé en deux parties :
- Coore West (est) est l'endroit où se trouve l'église locale. L'église "Le Très-Saint-Rédempteur" est construite en 1865-1866, par le père Patrick Moran.
- Coore West (ouest) abrite l'école nationale de Coore[1] et l'ancien "Gleeson's Pub", terrain de jeu de musiciens comme Kitty Hayes et Junior Crehan[Note 1].

## Parc éolien
En 2011, un projet de parc éolien voit le jour à proximité de Coore. La population locale étant divisée sur la question, aucune suite n'est donnée.

## Dans la culture populaire
- Junior Crehan a réalisé une composition nommée The Hills of Coore[3].